# Nationalsozialistischer Deutscher Studentenbund

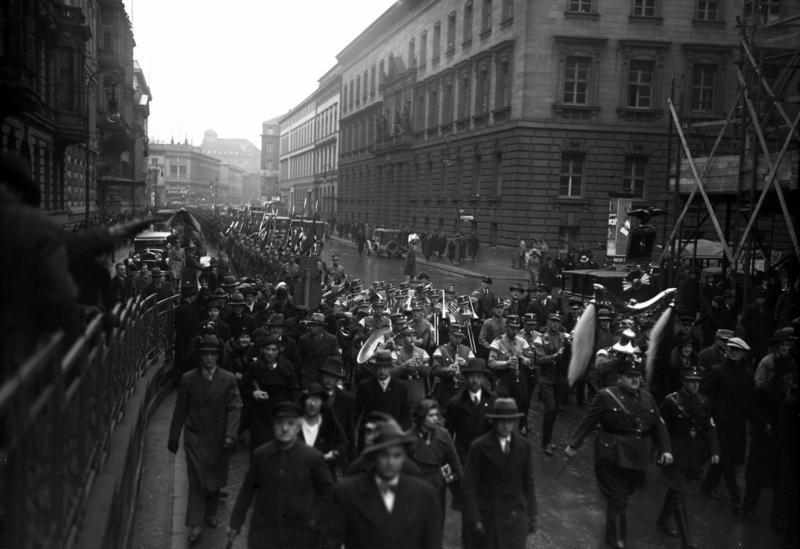
Członkowie NSDStB idący przez Wilhelmstrasse w Berlinie (7 lutego 1934)

Nationalsozialistischer Deutscher Studentenbund (NSDStB, pol. Narodowosocjalistyczny Niemiecki Związek Studentów) – niemiecka organizacja studencka, mająca na celu kształcenie studentów zgodnie z ideologią  narodowego socjalizmu. Związek zorganizowany był ściśle według Führerprinzip („zasady przywódcy”). Od 1930 r. członkowie NSDStB odziani byli w charakterystyczne brązowe koszule.

Do organizacji należał Kurt Waldheim, późniejszy sekretarz generalny ONZ.

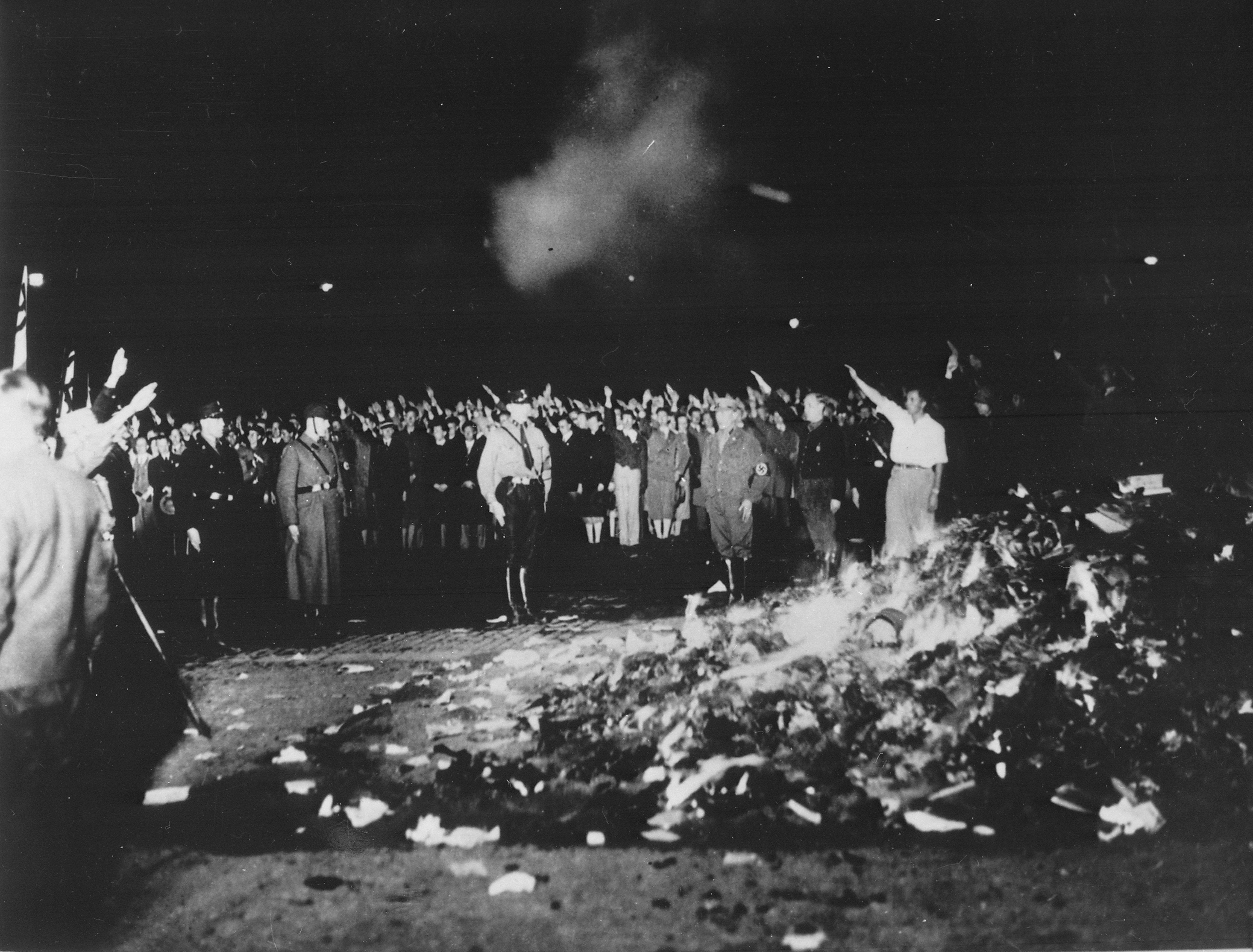
Palenie książek w Niemczech w 1933 roku

## Przywództwo (1926-1945)
- 1926–28 Wilhelm Tempel
- 1928–32 Baldur von Schirach
- 1932–33 Gerd Rühle
- 1933–34 Oskar Stäbel
- 1934–36 Albert Derichsweiler
- 1936–45 Gustav Adolf Scheel